# 本克伦西亚-德拉塞雷纳
本克伦西亚-德拉塞雷纳（西班牙語：Benquerencia de la Serena）是西班牙埃斯特雷马杜拉巴达霍斯省的一个市镇。总面积103平方公里，总人口985人（2001年），人口密度10人/平方公里。